# Carlina
Carlina is de botanische naam van een geslacht van ongeveer dertig soorten kalkminnende, stekelige planten uit de composietenfamilie (Compositae oftewel Asteraceae).
De omwindselbladeren van de bloemhoofdjes sluiten of openen zich afhankelijk van de luchtvochtigheid.
Het geslacht komt van nature voor in Europa, Noord-Afrika en Azië, van Macaronesië tot in Siberië. De grootste soortendiversiteit treft men aan in het Middellandse Zeegebied. De meest oostelijke soort is Carlina biebersteinii in China. In Vlaanderen en Nederland komt alleen de driedistel (Carlina vulgaris) van nature voor.

## Soorten
- Carlina acanthifolia All.
- Carlina acaulis L. - Zilverdistel
- Carlina atlantica Pomel
- Carlina barnebiana B.L.Burtt & P.H.Davis
- Carlina biebersteinii Bernh. ex Hornem.
- Carlina brachylepis (Batt.) Meusel & A.Kástner
- Carlina canariensis Pit.
- Carlina corymbosa L.
- Carlina curetum Heldr.
- Carlina diae (Rech.f.) Meusel & A.Kástner
- Carlina falcata Svent.
- Carlina frigida Boiss. & Heldr.
- Carlina graeca Heldr. & Sartori
- Carlina guittonneaui Dobignard
- Carlina hispanica Lam.
- Carlina involucrata Poir.
- Carlina kurdica Meusel & A.Kástner
- Carlina lanata L.
- Carlina libanotica Boiss.
- Carlina nebrodensis Guss. ex DC.
- Carlina oligocephala Boiss. & Kotschy
- Carlina pygmaea Holmboe
- Carlina racemosa L.
- Carlina salicifolia (L.f.) Cav.
- Carlina sicula Ten.
- Carlina sitiensis Rech.f.
- Carlina texedae Marrero Rodr.
- Carlina tragacanthifolia Klatt
- Carlina vulgaris L. - Driedistel
- Carlina xeranthemoides L.f.

## Hybriden
- Carlina × bakariensis E.Mayer
- Carlina × vayredae Gaut.